# Robert Keil
Robert Keil, född den 22 augusti 1826 i Weimar, död där den 1 mars 1894, var en tysk litteraturhistoriker. 
Han författade ett stort antal arbeten rörande Goethe, det tyska studentlivet med mera. Han var vid sin död verksam som advokat.

## Böcker på svenska
- Min försvunne broder eller Återseendet på indianområdet: berättelse ur mina upplefvelser bland indianerna (Hansen, 1905)
- Guldgrävarens brud: berättelse ur Karlifoniens guldgrävarliv (översättning Johannes Granlund, Adolf Johnson, 1907)